# Guido Ferracin
Guido Ferracin (Villamarzana, 18 gennaio 1926 – Tagliacozzo, 3 agosto 1973) è stato un pugile italiano, campione europeo dei pesi gallo (1948-1949).

## Biografia

### Carriera
Ottimo dilettante, non ha la possibilità di partecipare ai Giochi Olimpici per l'interruzione dovuta alla seconda guerra mondiale.
Passa al professionismo nel 1945, allievo del maestro Nando Strozzi prima a Rovigo poi a Ferrara, e conquista al primo tentativo, il 23 settembre 1946  nella città estense, il titolo di Campione Italiano dei Pesi gallo contro Amleto Falcinelli. Lo difende poi vittoriosamente contro Corrado Conti, Angelo Caimi e a Roma contro l'idolo locale Alvaro Nuvoloni. Combatte due volte, senza titolo in palio, contro la medaglia d'oro di Berlino 1936 Ulderico Sergo, ormai ultratrentenne, dividendo la posta.
Dopo due anni di incontri nazionali, arriva al titolo europeo il 22 febbraio 1948, battendo ai punti a Manchester il campione inglese Peter Kane, ex campione mondiale dei pesi mosca. Difende vittoriosamente il titolo nella rivincita, disputatasi qualche mese più tardi, sempre a Manchester, per K.O. tecnico alla 5ª ripresa. Perde quindi il titolo a Barcellona un anno dopo ad opera del pugile spagnolo Luis Perez Romero che era stato in precedenza sconfitto dal suo concittadino, nonché allievo di Strozzi, Enzo Correggioli.
Continua a combattere con grande assiduità, contendendo senza successo a Roma, il 17 dicembre 1949, al picchiatore capitolino Alvaro Cerasani, il titolo italiano dei Pesi piuma.
Sofferente alle mani, che si fratturavano facilmente, Ferracin si ritira ancora molto giovane, a 26 anni, dopo essere stato sconfitto dal futuro campione d'Europa dei Pesi piuma, il belga Jean Sneyers, in un incontro sostenuto a Liegi il 15 settembre 1952.

### Dopo il ritiro
Trasferitosi a Vigevano nel 1955, diviene insegnante di pugilato presso la locale Accademia Pugilistica.
Muore per infarto il 3 agosto 1973, all'età di 47 anni mentre si trovava con la famiglia in vacanza a Tagliacozzo.

### Caratteristiche tecniche
Pugile dalla grande tecnica, abilissimo nel gioco di gambe e nello schivare i colpi, ebbe il suo punto debole nel non avere un gran "pugno" risolutore e nella fragilità ossea, anche se i tecnici all'epoca della conquista della corona europea pronosticavano un suo prossimo approdo ai vertici mondiali della categoria.